# ギフト・ンゴエペ
- ギフト・ンゴペ
- ギフト・エンゴーペ
- ギフト・ヌゴーペ

ムポ・ギフト・ンゴエペ（Mpho' Gift Ngoepe, 1990年1月18日 - ）は、南アフリカ共和国リンポポ州ピーターズブルグ出身の元プロ野球選手（内野手）、野球指導者。右投右打。
姓の「Ngoepe」はメディアによっては「ンゴペ」、「エンゴーペ」、「ヌゴーペ」などと表記される。また、「ンゴーペイ(発音：n-GO-pay)」と読むのがより近い。
MLBが初めて契約を結んだ黒人の南アフリカ共和国出身選手であり、史上初の南アフリカ共和国出身のメジャーリーガーにして、史上初のアフリカ大陸出身のメジャーリーガーである。
弟のビクター・ンゴエペもパイレーツ傘下に所属していたプロ野球選手。

## 経歴

### プロ入り前
母親が働いていた南アフリカ共和国の野球チームであるランドブルク・メッツのクラブハウスで育った。その後、2008年にイタリアのMLBアカデミーに所属し、当時はバリー・ラーキンから打撃指導を受けていた。

### プロ入りとパイレーツ時代
2008年9月にピッツバーグ・パイレーツと契約を結び、プロ入りを果たした
2012年にA+級ブレイデントン・マローダーズでプレー時、所属するフロリダ・ステートリーグで最も守備のよい遊撃手に選出された。
2015年11月5日にメジャー契約を結んで40人枠入りした。
2016年1月28日に第4回WBC予選の南アフリカ代表に選出された。2月14日の決勝オーストラリア戦でトラビス・ブラックリーから一時先制となる先頭打者本塁打を記録したが、その後逆転され敗戦し、南アフリカは予選敗退となった。シーズンではマイナー・AAA級インディアナポリス・インディアンスで遊撃をメインで起用され、102試合に出場。打率.217・8本塁打・27打点・5盗塁・130三振という成績で、特にミート面でまだまだ改善の余地がある事を示した。守備では99試合でショートを守り、7失策・守備率.984を記録。また、3試合でセカンドも守った。しかし、8月28日にオハイオ州トレドでドヴィダス・ネブラウスカス、ワーウィック・サーポルトと共にバーで乱闘を起こして逮捕され、30日に球団からシーズン残り試合の出場停止処分を科された。
2017年の開幕はAAA級インディアナポリスで迎えた。4月25日に監督に呼び出され、「チームはヨーロピアン（ネブラウスカス）を送りつけ、今アフリカーナ（ンゴエペ）を欲している。」と言われ、メジャー昇格を知らされた。翌26日にネブラウスカスに変わって、メジャーに昇格を果たし、同日のシカゴ・カブス戦で4回表から二塁の守備について途中出場してメジャーデビューを果たした。これにより、南アフリカ共和国出身者としてはもちろん、アフリカ大陸出身選手として初のメジャーリーガーとなった。その裏の初打席でジョン・レスターから初安打を記録した（この日の結果は3打席で2打数1安打1四球）。4月28日のマイアミ・マーリンズ戦に「8番・二塁手」として初めて先発出場し、三塁打を含む初の猛打賞と初の打点を記録した。この年メジャーでは28試合に出場して打率.222・6打点の成績を残した。

### ブルージェイズ時代
2017年11月20日に後日発表選手または金銭とのトレードで、トロント・ブルージェイズへ移籍した。
2018年5月3日にDFAとなり、7日にマイナー契約で傘下のAAA級バッファロー・バイソンズへ配属された。8月13日に解雇となる。冬季はオーストラリアン・ベースボールリーグのシドニー・ブルーソックスに参加。

### ブルージェイズ退団後
2019年1月11日にフィラデルフィア・フィリーズとマイナー契約を結んだが、6月20日に解雇となる。6月29日にピッツバーグ・パイレーツとマイナー契約を結んだが、7月30日に解雇となる。8月6日に独立リーグ・アトランティックリーグのランカスター・バーンストーマーズと契約。冬季は2年連続でシドニー・ブルーソックスに参加した。
2020年冬季からオーストラリアン・ベースボールリーグのメルボルン・エイシズに参加したのち、2021年3月29日に独立リーグ・フロンティアリーグのケベック・キャピタルズと契約した。シーズン終了後に退団した。

### 現役引退後
2022年3月に、オーストラリア・ビクトリア州メルボルン郊外のクラブチームであるニューポート・ラムズのコーチに就任した。その一方で、現役選手として2022年9月に第5回WBC予選の南アフリカ代表に選出された。
2023年より、アリゾナ・ダイヤモンドバックス傘下ルーキー級ACLダイヤモンドバックスのコーチに就任した。

## プレースタイル
当初は、スイッチヒッターとしてプレーしていた。

## 詳細情報

### 年度別打撃成績
| 年 度    | 球 団    | 試 合 | 打 席 | 打 数 | 得 点 | 安 打 | 二 塁 打 | 三 塁 打 | 本 塁 打 | 塁 打 | 打 点 | 盗 塁 | 盗 塁 死 | 犠 打 | 犠 飛 | 四 球 | 敬 遠 | 死 球 | 三 振 | 併 殺 打 | 打 率 | 出 塁 率 | 長 打 率 | O P S |
| -------- | -------- | ----- | ----- | ----- | ----- | ----- | -------- | -------- | -------- | ----- | ----- | ----- | -------- | ----- | ----- | ----- | ----- | ----- | ----- | -------- | ----- | -------- | -------- | ----- |
| 2017     | PIT      | 28    | 63    | 54    | 10    | 12    | 2        | 1        | 0        | 16    | 6     | 0     | 0        | 1     | 0     | 8     | 0     | 0     | 26    | 0        | .222  | .323     | .296     | .619  |
| 2018     | TOR      | 13    | 19    | 18    | 2     | 1     | 0        | 0        | 0        | 1     | 0     | 0     | 0        | 0     | 0     | 1     | 0     | 0     | 12    | 0        | .056  | .105     | .056     | .161  |
| MLB：2年 | MLB：2年 | 41    | 82    | 72    | 12    | 13    | 2        | 1        | 0        | 17    | 6     | 0     | 0        | 1     | 0     | 9     | 0     | 0     | 38    | 0        | .181  | .272     | .236     | .508  |

- 2019年度シーズン終了時

### 年度別守備成績
| 年 度 | 球 団 | 二塁（2B） | 二塁（2B） | 二塁（2B） | 二塁（2B） | 二塁（2B） | 二塁（2B） | 三塁（3B） | 三塁（3B） | 三塁（3B） | 三塁（3B） | 三塁（3B） | 三塁（3B） | 遊撃（SS） | 遊撃（SS） | 遊撃（SS） | 遊撃（SS） | 遊撃（SS） | 遊撃（SS） |
| 年 度 | 球 団 | 試 合      | 刺 殺      | 補 殺      | 失 策      | 併 殺      | 守 備 率   | 試 合      | 刺 殺      | 補 殺      | 失 策      | 併 殺      | 守 備 率   | 試 合      | 刺 殺      | 補 殺      | 失 策      | 併 殺      | 守 備 率   |
| ----- | ----- | ---------- | ---------- | ---------- | ---------- | ---------- | ---------- | ---------- | ---------- | ---------- | ---------- | ---------- | ---------- | ---------- | ---------- | ---------- | ---------- | ---------- | ---------- |
| 2017  | PIT   | 20         | 27         | 37         | 0          | 9          | 1.000      | 3          | 0          | 1          | 0          | 0          | 1.000      | 6          | 6          | 6          | 0          | 1          | 1.000      |
| MLB   | MLB   | 20         | 27         | 37         | 0          | 9          | 1.000      | 3          | 0          | 1          | 0          | 0          | 1.000      | 6          | 6          | 6          | 0          | 1          | 1.000      |

- 2019年度シーズン終了時

### 背番号
- 61（2017年 - 2018年）

### 代表歴
- 2009 ワールド・ベースボール・クラシック南アフリカ代表
- 2013 ワールド・ベースボール・クラシック南アフリカ代表
- 2017 ワールド・ベースボール・クラシック南アフリカ代表
- 2023 ワールド・ベースボール・クラシック南アフリカ代表